# Christianeum
Das Christianeum, gegründet 1738 in Altona, ist ein staatliches altsprachliches Gymnasium in Hamburg-Othmarschen. Es ist seit 1744 nach dem dänischen König Christian VI. (1699–1746) benannt, der in Personalunion auch Herzog von Holstein und damit Landesherr der Stadt Altona war.
Das Gymnasium hat sein altsprachliches Profil bewahrt, das seit Beginn des 20. Jahrhunderts durch die gleichwertigen Naturwissenschaften ergänzt ist. Darüber hinaus ist die Schule heute durch künstlerische Schwerpunkte, insbesondere in der Chorarbeit, geprägt. Seit 1971 befindet sich das Christianeum in einem von dem dänischen Architekten Arne Jacobsen eigens für die Schule entworfenen Gebäude.
Das Christianeum hält eine Gymnasialbibliothek mit ca. 27.000 Einheiten, darin wertvoller historischer Altbestand.

## Geschichte

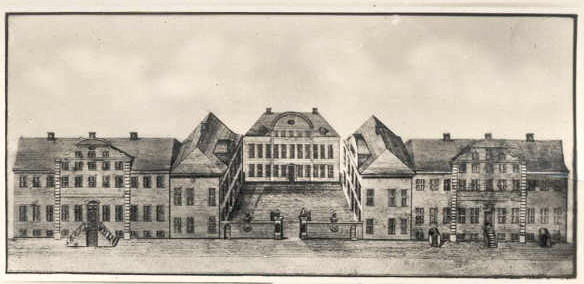
Das erste Gebäude des Christianeums, 1738; Kupferstich aus dem ältesten Katalog der Bibliothek des Christianeums.

1683 wurde in der hoheitlich dänischen holsteinischen Stadt Altona, heute ein Bezirk von Hamburg, seitens der städtischen Obrigkeit eine erste Schule gegründet, „zu äußerst von der Stadt an einem so abgelegenen kothigen Ort“, wie ihr Rektor, Daniel Hartnac (oder: Harnack), laut Überlieferung befunden habe; sie wurde 1689 wieder geschlossen. Ideen zu einer neuen Schule im Jahre 1708 wurden zunächst nicht weiter verfolgt. Nach der Einäscherung Altonas durch die Schweden (1713) und einer Pestepidemie hatte die Stadt andere Sorgen als die Bildung. Mit Spenden – vor allem aus Dänemark – begann man 1721 unter Christian Detlev von Reventlow, dem Oberpräsidenten der Stadt, mit dem Bau eines Schulgebäudes an der Schulstraße (heute: nicht mehr existente Verlängerung der Hoheschulstraße nach Norden) oberhalb des Altonaer Fischmarkts; federführend war der Altonaer Stadtbaumeister Claus Stallknecht. Die nach König Frederik IV. benannte Friedrichschule nahm im Jahre 1725 ihren Betrieb auf.

### Gymnasium Academicum im 18. Jahrhundert

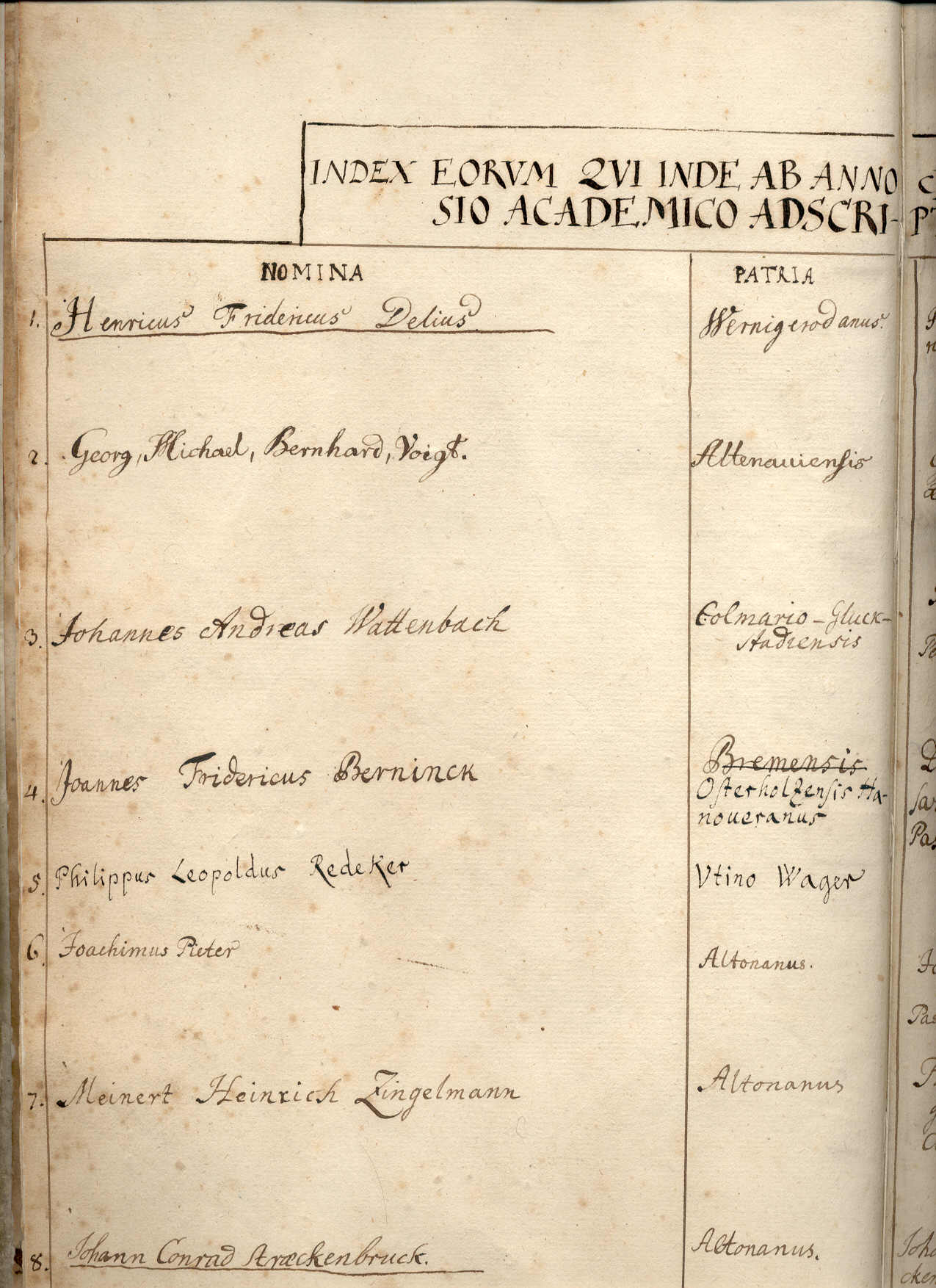
Aus den Matrikeln des Christianeums: die ersten acht Schüler des Gymnasium Academicum 1738

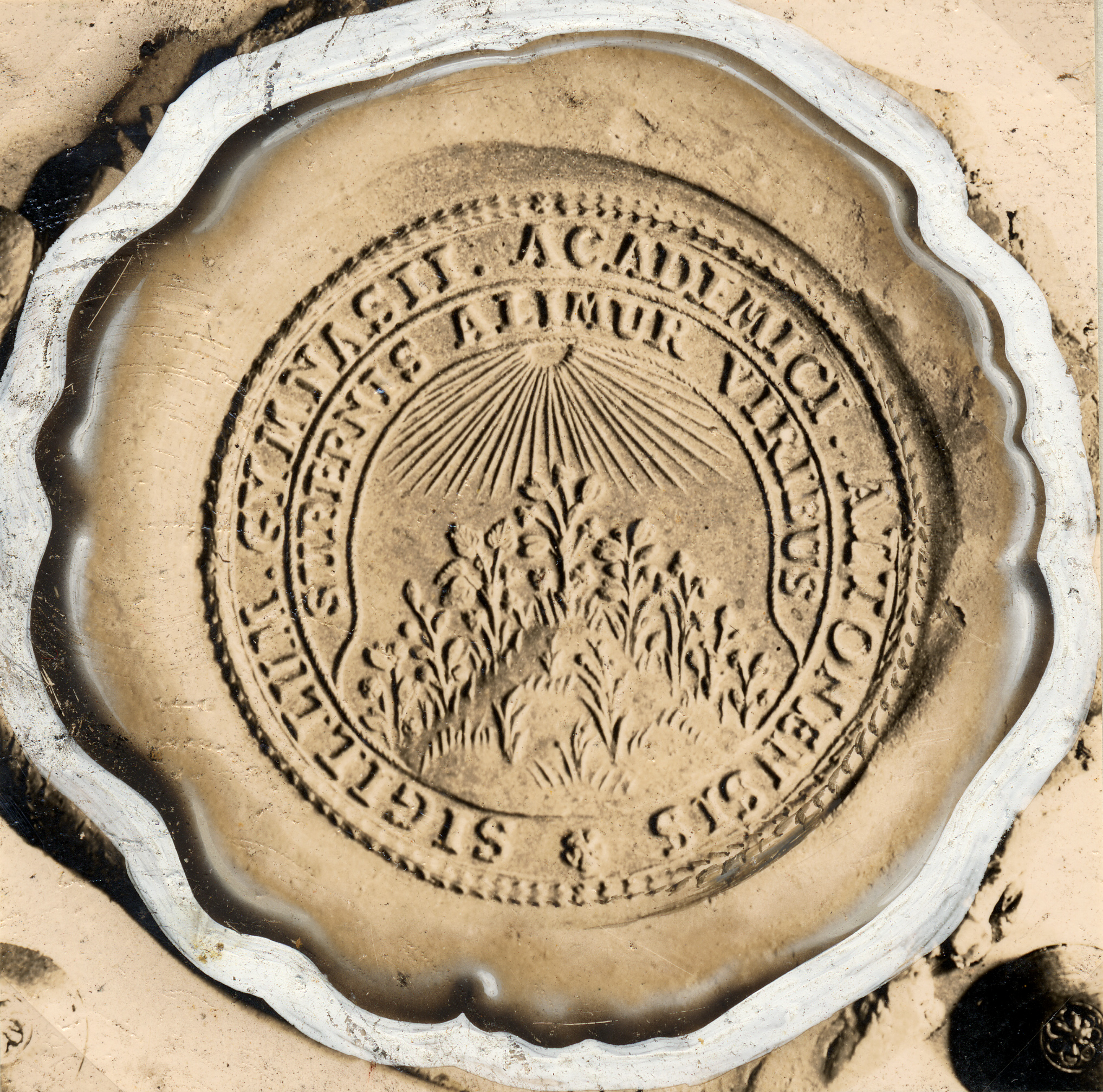
Das 1744 verliehene Siegel des Christianeums; Abdruck

Der Ausbau der Schule zu einer höheren Bildungsanstalt wurde von dem Nachfolger von Reventlows, dem Oberpräsidenten Bernhard Leopold Volkmar von Schomburg, entscheidend vorangetrieben. 1738 wurde durch Reskript des Königs Christian VI. die Friedrichschule zu einem Gymnasium Academicum aufgewertet, das mit Fundationsbrief vom 11. Mai 1744 den Namen Christianeum erhielt und am 26. Mai 1744 offiziell eingeweiht wurde. Der König verlieh der Schule ein eigenes Siegel, das Pflänzchen auf einem Hügel unter einer strahlenden Sonne zeigte, eingerahmt von dem Motto SUPERNIS ALIMUR VIRIBUS (Von oben kommt die Kraft, die uns erhält) und der Umschrift SIGILLUM GYMNASII ACADEMICI ALTONENSIS.
Der Aufbau der Schule sah nach dem 1740 veröffentlichten Plan eine Verbindung von drei Anstalten vor: einer Vorbereitungsschule für studierwillige Knaben unter der Aufsicht des Direktors, in der neben Schreiben, Rechnen und dem Katechismus auch das Lateinische gelehrt wurde, einem Paedagogium ab dem 12. Lebensjahr mit Kursunterricht, u. a. auch in Geschichte, Geografie, Mathematik und zur griechischen Redekunst, und einem Gymnasium Academicum mit Vorlesungen zur Theologie und Philosophie sowie zur Rechtswissenschaft und Medizin. Nach dem Tod Christians VI. im Jahre 1746 erhielt das akademische Gymnasium eine Neuordnung in seiner Abtrennung vom Paedagogium; ihm wurden fünf Professoren zugewiesen, die sich jährlich im Direktorat abwechselten.
Aufsichtsführende Vorgesetzte waren die Gymnasiarchen, ein den antiken Scholarchen nachempfundenes Gremium, das aus dem Oberpräsidenten zu Altona und dem Propst sowie dem Bürgermeister und dem Syndikus der Stadt als Assessoren bestand, wobei die beiden ersten die entscheidenden Personen waren. Das erste Collegium Gymnasiarchale bestand aus dem Präsidenten Bernhard Leopold Volkmar von Schomburg, Propst und Hauptpastor Johann Bolten, Bürgermeister Joachim Hinrich Jönsen und Syndikus Johann Joachim Behn. Dieses Gymnasiarchalkollegium beaufsichtigte nicht nur die Verwaltung, sondern auch den Unterricht der Schule. Es bestand bis zum Übergang in die preußische Verwaltung 1867.
Der Fundationsbrief 1744 hatte die vom Kollegium der Professoren bzw. den Gymnasiarchen auszuübende jurisdictio civilis et ecclesiastica über die Studierenden, die Lehrer, die Bediensteten und deren Familien. Die Kriminalgerichtsbarkeit über Schulangehörige verblieb zwar beim Stadtmagistrat, der dabei jedoch der Genehmigung des Kollegiums der Professoren bedurfte. Dem Kollegium stand auch das Recht der Zensur von in Altona erscheinenden Büchern und Schriften zu. Im Zuge der von Johann Friedrich Struensee ab 1770 in Dänemark eingeführten Reformen fielen die Zensurbefugnis und einige Privilegien der Professoren weg, wie zum Beispiel die Befreiung von Steuern.
Die Anstalt sollte auf Wunsch des Königs zur Universität in seinem holsteinischen Hoheitsgebiet ausgebaut werden. Mit dem Gottorpschen Erbvertrag 1773 und der damit verbundenen Eingliederung der Universität Kiel in den dänischen Herrschaftsbereich verlor das Gymnasium seine herausragende Stellung als bedeutendste dänische Bildungsanstalt auf holsteinischem Territorium. Ab 1773 wurden Paedagogium und Gymnasium Academicum daraufhin zu einem Gymnasium mit den Klassen Tertia, Secunda, Prima und einer universitären Selecta vereint; die Vorbereitungsschule bestand weiter. Der Wechsel der Direktorate erfolgte nunmehr unregelmäßig, ab 1794 wurde die Leitung eine dauerhafte.

### Neuordnungen im 19. Jahrhundert
Bereits ab 1778 besuchten im toleranten Altona, das neben der Gewerbe- und Niederlassungsfreiheit auch die Religionsfreiheit gestattete, vermehrt Schüler aus jüdischen Familien, wie zum Beispiel Salomon Maimon und Salomon Ludwig Steinheim, diese Lehranstalt; bis 1815 waren es über 100. Da König Frederik VI. auf der Seite Bonapartes stand, erreichten die Napoleonischen Kriege auch die Stadt Altona. Im Jahre 1814 wurde das Christianeum Quartier für eine von Dänemark zur Unterstützung herbeigerufene Kompanie russischer Kosaken. Ab 1817 war Dänisch Pflichtfach, was indes den Widerstand der Schüler hervorrief, die von nationalen Gefühlen, einer Begleiterscheinung der Befreiungskriege, inspiriert waren. Ludolf Wienbarg, einer der bedeutenden Dichter des Jungen Deutschland, gehörte ebenso zu ihnen wie Matthäus Chemnitz, der Verfasser des Schleswig-Holstein-Liedes. In dem 1828 gegründeten „Altonaer wissenschaftlichen Primanerverein-Klio“ ging es zumindest im Diskurs revolutionär zu; ab 1834 gehörten die Schüler Theodor  und Tycho Mommsen mit ihrem Bruder August  dem Verein an.
Die Neuordnung ab 1844 nahm dem Christianeum die Sonderstellung unter den höheren Schulen Schleswig-Holsteins: es verlor seine universitäre „Selecta“, und die Aufgabe des Gymnasiums war nunmehr, auf die Universität vorzubereiten. Ab 1853 gab es eine Abiturprüfung. Die Schule galt bis 1937 als das bedeutendste Gymnasium Schleswig-Holsteins.
Im August 1866, zwei Jahre nach dem Deutsch-Dänischen Krieg und als unmittelbare Folge des Prager Friedens, der den Preußisch-Österreichischen Krieg beendete, wurde das Christianeum – wie Altona und Holstein insgesamt – preußisch. Da die Schülerzahl wuchs, wurden Teile der alten Schulanlage abgerissen und durch wilhelminische Backsteinbauten ersetzt. Den auf dem Tor des alten Christianeumsgebäudes von 1721 eingemeißelten Spruch In Fine Laus (lateinisch: „am Ende das Lob“) nahm Friedrich Paulsen 1909 zum Anlass, in seinen Jugenderinnerungen seine durchaus gemischt empfundene Christianeerzeit zusammenzufassen.

### Ausrichtungen im 20. Jahrhundert

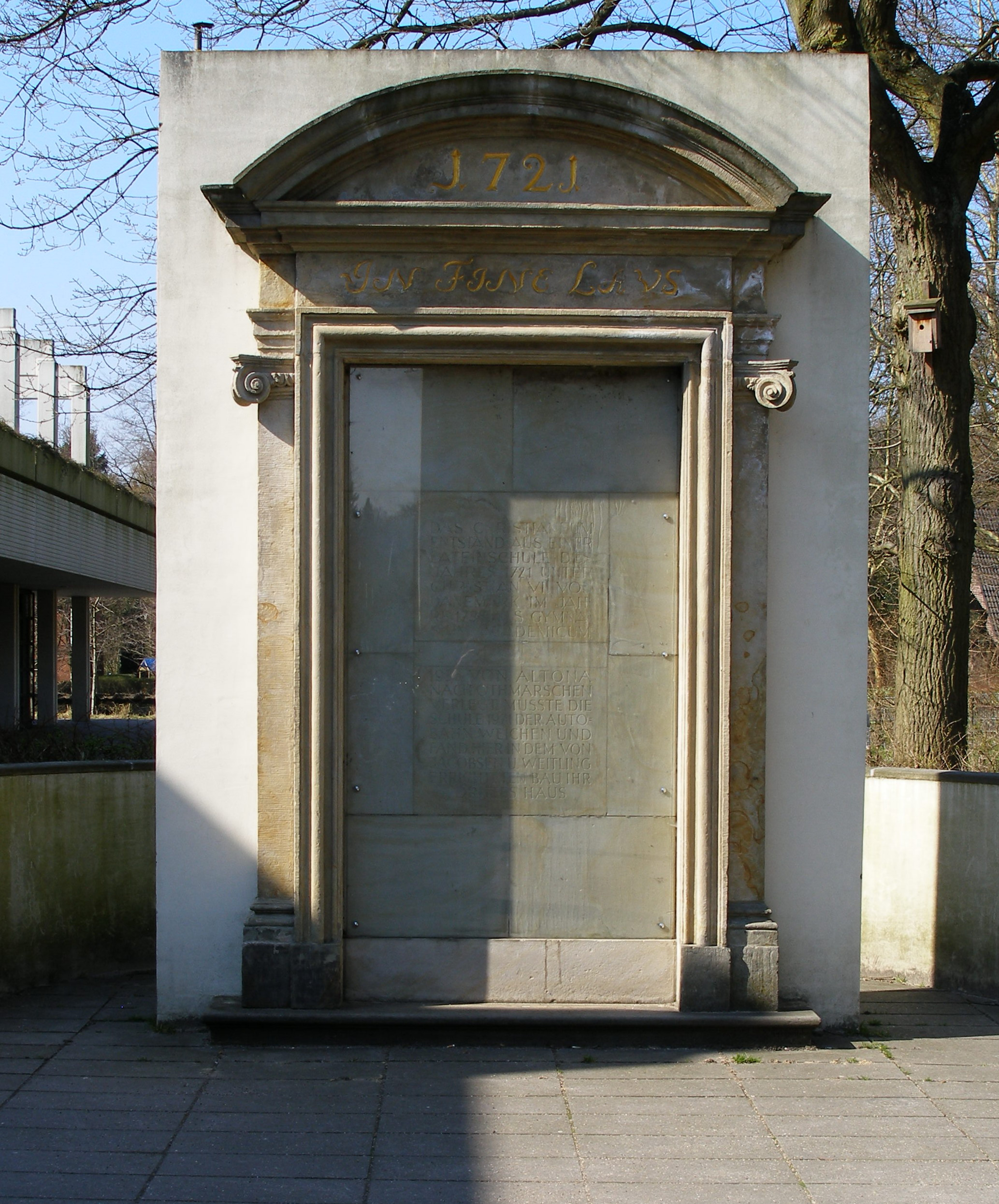
Eingang des ersten Anstaltsgebäudes im 18. Jh. (zerstört), aufgestellt neben dem Haupteingang des heutigen Christianeums; im Tor, in Stein gemeißelt, ein Abriss der Gebäudehistorie.

Seit Ende des 19. Jahrhunderts machten die modernen Naturwissenschaften, die sich in der ersten Forschergeneration an den Universitäten etablierten, der klassischen Philologie auch am Christianeum den Vorrang streitig. Mit einem neuen naturwissenschaftlichen „Zweig“ wurde das Gymnasium um ein 1909 offiziell anerkanntes Realgymnasium erweitert, das bis 1959 existierte.
Im Ersten Weltkrieg starben mehr als 150 ehemalige Schüler, in der Aula in der Hoheschulstraße wurde 1923 eine Gedenktafel angebracht. Nach Kriegsende verzeichnete die Schule sinkende Schülerzahlen und ein in Folge zunehmend kleineres Lehrerkollegium. Zu neuen Unterrichtsformen nebst dem Bestreben nach einem toleranten Verhältnis zwischen Lehrern und Schülern kam auch die Idee der Klassenfahrt; 1925 reiste erstmals eine Prima nach Puan Klent auf Sylt, seither mit nur wenigen Unterbrechungen regelmäßiges Ziel von jährlichen Klassenreisen, heute der Unterstufe.
Die nationalsozialistische Stadtverwaltung löste im Oktober 1933 den seit einem Jahr amtierenden Direktor des Christianeums Robert Grosse ab. Pensionierungen nach 1934 reduzierten das bisherige Kollegium. Die Schülerzahlen des Gymnasiums stiegen und neues Lehrpersonal kam hinzu. Die Schule erhielt 1936 einen Neubau im Westen Altonas. Infolge des Groß-Hamburg-Gesetzes wurde Altona ab April 1937 zu einer Stadt im Land Hamburg und verlor zwölf Monate später seine kommunale Selbständigkeit. Der unabhängige und seit 1934 amtierende Direktor, der Theologe Dr. Lau, trat auf Druck der Parteizentrale 1937 der NSDAP bei; 1942 wurde er auf Grund der Aussagen von Spitzeln als unzuverlässig aus seinem Amt entlassen. Am 31. März 1945 wurde die Anstalt geschlossen. Eine spätere Bilanz verzeichnete 192 Kriegstote des Christianeums.
Die Nachkriegszeit war zunächst von einem Unterricht im Schichtbetrieb mit anderen Schulen gekennzeichnet, deren Gebäude zerstört worden waren und die im Laufe der 1950er Jahre nach und nach wieder eigene Räume beziehen konnten. Nachdem die letzten Schleeschüler das Gebäude 1960 verlassen hatten, wurden die folgenden Jahre am Christianeum zum einen bestimmt durch den Genuss der Tatsache, die Räume wieder für sich allein zu haben, und zum anderen, sich den anstehenden, fälligen Neuordnungen des Schulwesens zu widmen. 1965 bescherte die Koedukation dem Christianeum die ersten Schülerinnen und die erste weibliche Lehrkraft zur Betreuung einer gemischten Klasse. 1969 führte die Anstalt gegen Widerstände zwei norddeutsche Neuerungen ein: die Schülermitberatung der 10. Klassen auf Zeugniskonferenzen und das Wahlfach Russisch, das seither neben Latein und Englisch als verbindliche dritte Fremdsprache alternativ zum Griechischen belegt werden kann.

### Jüngere Vergangenheit und Gegenwart
Man kann am Christianeum in den Fremdsprachen Latein, Englisch, Griechisch und (seit 1969) Russisch das Abitur ablegen; die Sprachenfolge beginnt mit Latein und Englisch in der fünften Klasse. Auch das Fach Chinesisch, das seit 1985 am Christianeum angeboten wurde, sowie Spanisch und Französisch sind wählbar. Die Naturwissenschaften und die Mathematik haben wie auch die Musik und die Künste ihren Rang neben den Sprachen behauptet; der Deutschunterricht förderte bereits in der Unter- und Mittelstufe den Literaturunterricht, der die Kurse in der Oberstufe bestimmte. Für die Sport-Leistungskurse wurde ein Modell entwickelt, die Kursteilnehmer zu befähigen, Sportarten zu vermitteln und zu trainieren und so zum Beispiel als Assistenzlehrer die Skireisen der Mittelstufe zu begleiten. Lern- und Begegnungsorte außerhalb der Anstalt gehören zum Schulleben.

## Gebäude

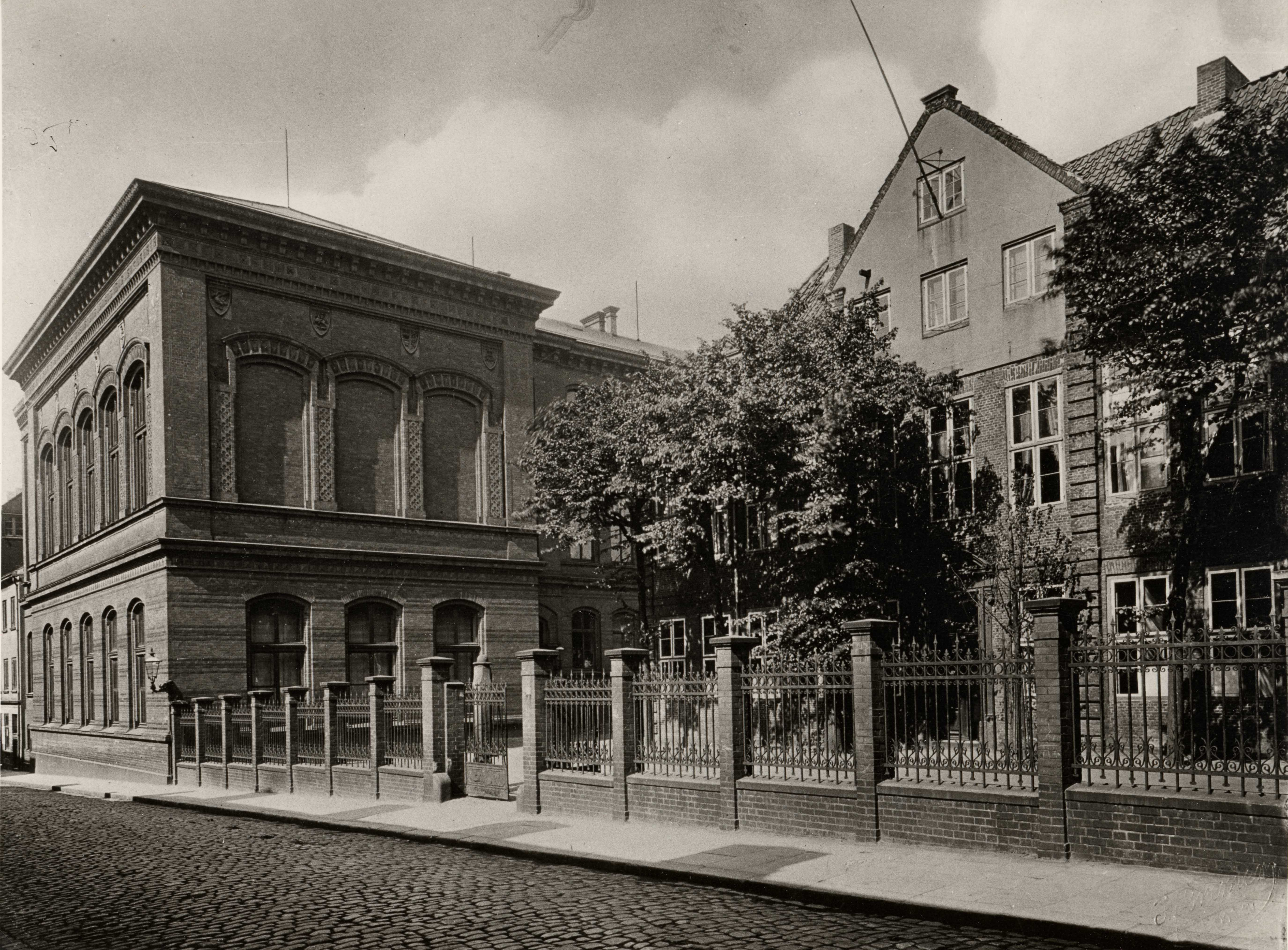
Das Christianeum zu Altona in der Schulstraße, 1897; mit dem erweiternden Neubau des linken Flügels

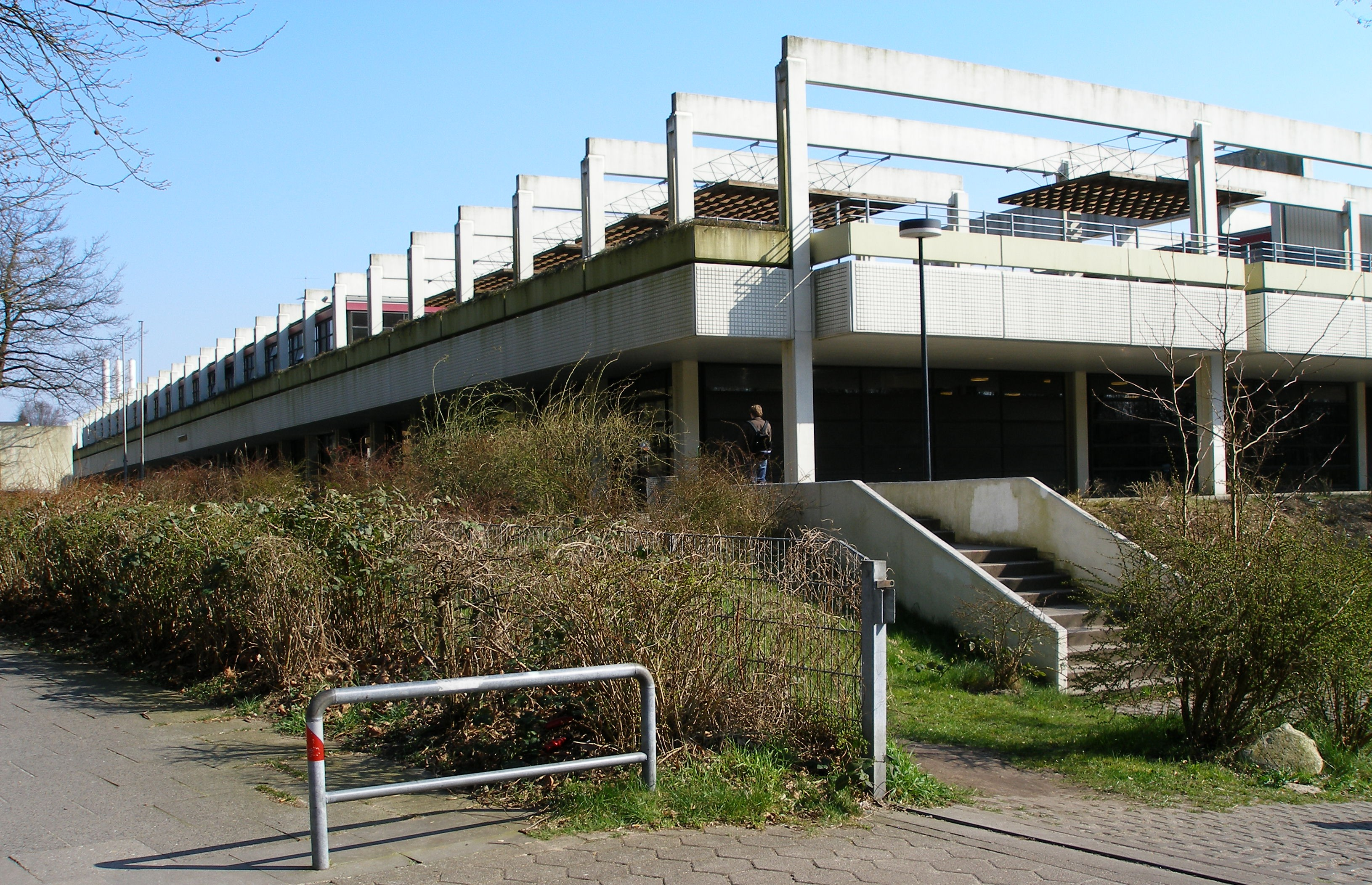
Das heutige Christianeum, nach den Plänen von Arne Jacobsen; eingeweiht 1972

Nachdem das erste Gebäude an der Schulstraße selbst mit der wilhelminischen Erweiterung den Erfordernissen nicht mehr genügte, bekam das Christianeum 1936 einen großen, bauhausinspirierten Neubau in Othmarschen an der Behringstraße. Dieser Bau war, 1930/31 als Hochschule für Lehrerbildung geplant und begonnen, allerdings infolge der Wirtschaftskrise zunächst im Rohbau stillgelegt worden; 1934–1936 wurde er für das Christianeum fertiggestellt. Das Bombardement Hamburgs 1943 und spätere Angriffe überlebte das neue Schulgebäude nur geringfügig beschädigt. Vom Mai bis zum Oktober 1945 war es Sitz der englischen Militärkommandantur.
1971 musste das Gebäude in der Behringstraße dem Bau des neuen Elbtunnels im Zuge der A7 (1968–1975) weichen. Das erste Tor von 1721 war, nachdem sein altes Gemäuer aus dem 18. Jahrhundert nach dem Umzug der Schule 1936 abgerissen worden war, an der Seitenwand des Hauptflügels an der Behringstraße angebracht gewesen und bekam 1971 beim erneuten Umzug der Schule seinen nunmehr dritten Standort. Die seit den 1930er Jahren verbliebenen und ausgebauten beiden Seitenflügel an der Schulstraße waren mitsamt ihrer wilhelminischen Erweiterung bei der Bombardierung Hamburgs 1943 zerstört worden.
Seit 1971 ist die Anstalt an der Otto-Ernst-Straße (Othmarschen) in einem funktionalistischen Neubau untergebracht, der nach Plänen von Arne Jacobsen (1902–1971) errichtet wurde und auf Grund der Verträge mit den Erben des dänischen Architekten baulich nicht über die vom Urheber des Entwurfs vorgesehene Gebäudeflexibilität hinaus verändert werden darf. Das Konzept sah allerdings die Veränderbarkeit der Innenräume vor, da Außenträger das Gebäude stützen und tragende Wände deshalb bis auf wenige Ausnahmen nicht nötig sind. Die Auflösung der Außenwände in Verglasungen erlaubt überdies auch in fast allen Gängen den Ausblick nach draußen. Durch die Trägerkonstruktion ergibt sich eine markante äußere Ästhetik des Baus, über die anhaltend kontroverse Diskussionen geführt wurden.
1977 drehte Hark Bohm einige Sequenzen seines Films Moritz, lieber Moritz in den Innenräumen des Christianeums. Im Jahr 2004 wurde in einem Raum das Arbeitszimmer des Schriftstellers Otto Ernst untergebracht, das der Schule von seiner Tochter Senta-Regina Möller-Ernst vererbt worden war. Im selben Jahr fand im Innenhof hinter der Eingangshalle die Große kniende Figur der Bildhauerin Barbara Haeger ihren Platz. 2018 wurde das restaurierte Otto-Ernst-Zimmer aus dem Schulgebäude entfernt und seine Bestandteile wurden ausgelagert; über eine weitere Verwendung des Zimmers wurde nichts bekannt.

## Schulentwicklung
Im Jahre 1972, dem Jahr der Einweihung des neuen Christianeumsgebäudes, trat auch die gesetzliche Regelung für eine Oberstufenreform in Kraft. Seitdem hatte das Christianeum zunehmend die Struktur einer Studienstufe entwickelt und eingerichtet, die den Schülern nicht nur jede (den Auflagen der Kultusministerkonferenz (KMK) entsprechende) Leistungskurs-Kombination erlaubte, sondern ihnen durch ein reichhaltiges und differenziertes Grundkurs-Angebot auch die Gestaltung eines persönlichen Lern- und Arbeitsprofils ermöglichte. Die Schwerpunkte der Sprachen und der Naturwissenschaften wurden ergänzt durch den ausgeprägten Bereich der musischen Fächer und seit Ende der 1990er Jahre auch durch eine Profilierung der Geschichts- und Gesellschaftswissenschaften, verstärkt durch die Einführung von Kursen zur Wirtschaftspraxis. Die Schule ist seit 1992 Austragungsort der Hamburger Landesrunde der Mathematik-Olympiade und war 2003 und 2004 Austragungsort der Bundesrunde des Bundesweiten Wettbewerbs Physik Sekundarstufe I.
Die Schülerzahl erhöhte sich seit Mitte der 1990er Jahre stetig. Im Jahre 2006 hatte die Anstalt die höchsten Anmeldezahlen der Hamburger Gymnasien vorzuweisen; in jenem Jahr wurden sieben 5. Klassen eingerichtet. 2008 wurde die in verschiedenen Bundesländern eingeführte Schulzeitverkürzung auf 12 Jahre, die sogenannte Reform G8, mit einer Zusammenlegung zweier Jahrgänge zu einer gemeinsamen Oberstufe wirksam. Mit Beginn des Schuljahres im August 2009 wurde die sogenannte Profiloberstufe eingeführt.

### Internationale schulische Einrichtungen
Der Schüleraustausch mit der 506. Schule in Sankt Petersburg wurde 1990 etabliert und löste die bereits seit langem alle zwei Jahre unternommenen Projektreisen der Russisch-Leistungskurse in die Sowjetunion ab. Mit den Städten Chicago und Shanghai fanden zudem gegenseitige Besuche von Schülern und Lehrern seit 1998 und 2000 regelmäßig statt. In zweijährigem Turnus begab sich die Oberstufe des Christianeums mit ihren Lehrern in Gruppen auf ein- bis zweiwöchige Projektreisen an verschiedene Orte in Europa; die Programme der Reisen werden durch die Mitarbeit der Schüler durchgeführt und in der Chronik der periodisch erscheinenden Veröffentlichungen Christianeum nachgewiesen.

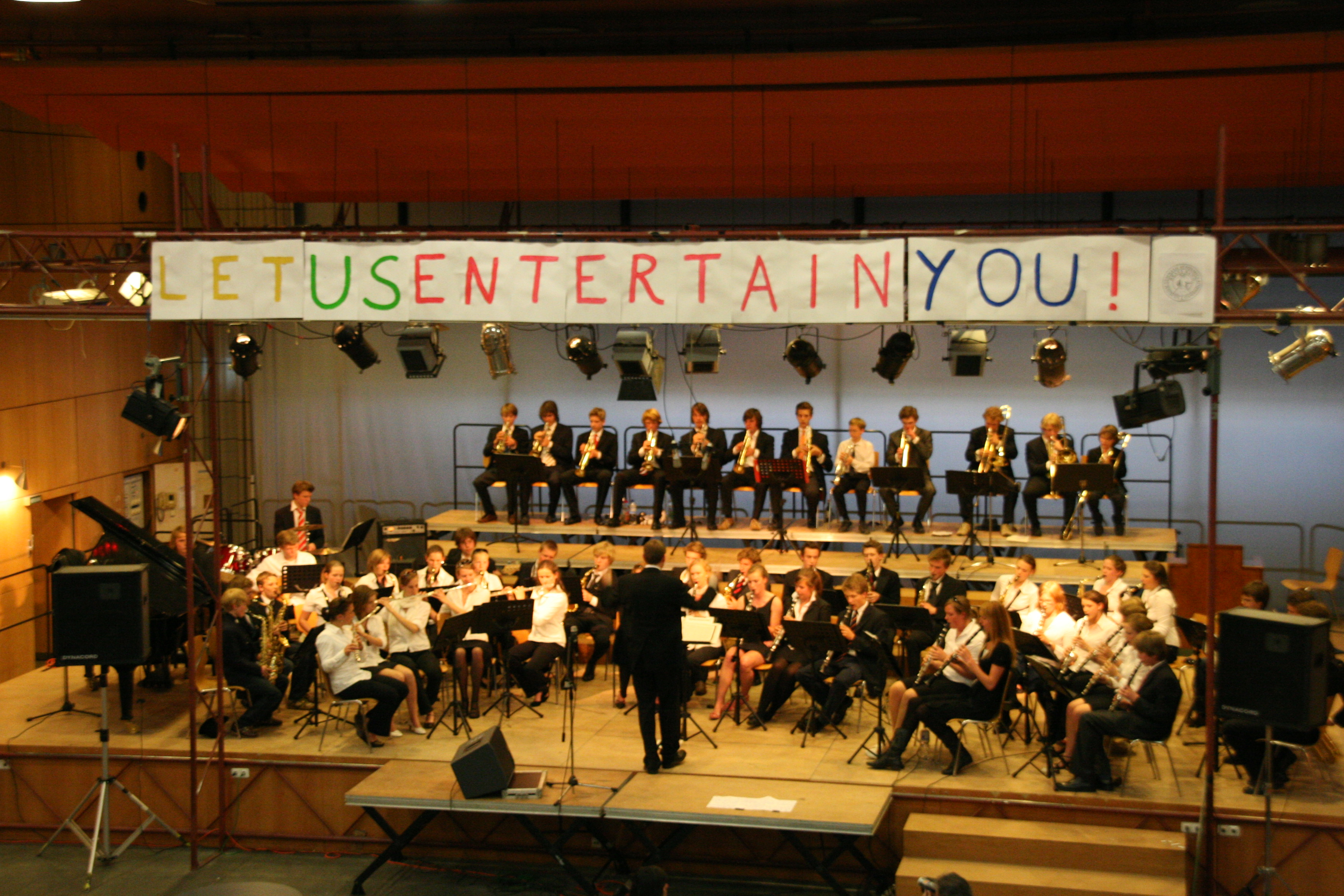
Die Brass-Band des Christianeums

### Kultur am Christianeum
Das Christianeum entwickelte nach dem Zweiten Weltkrieg ein Musikleben, in dem sich Orchester und mehrere Schulchöre bildeten. Der A-Chor (mit den Schülern der 8. bis 12. Klassen) sang auch international, so in Riga Neujahr 1991/92 und 2005 in China; der Unterstufenchor führte 2007 die Kinderoper Brundibár in Theresienstadt auf. 1975 war eine Brass-Band eingerichtet worden, die aus einem 1962 gegründeten Blasorchester hervorgegangen war, das vorwiegend die Werke alter Meister gespielt hatte. Die Band hatte Jazz, Latin, Rock und Pop im Repertoire und hatte wie der Chor internationale Auftritte. Die mehrtägigen Proben für die Konzerte fanden in einem Landschulheim außerhalb Hamburgs statt und wurden als zweimal im Jahr stattfindende Chor- und Orchesterreisen seit den 1980er Jahren zum festen Bestandteil des Schullebens.
Das 1993 gegründete Literarische Café (abgekürzt: LitCaf) entwickelte sich zu einem über die Schulöffentlichkeit hinaus bekannten Ort für musische Darbietungen. Neben vielfältigen, aus der Arbeit in Klassen und Kursen entstandenen Vorstellungen fanden hier auch regelmäßig Lesungen namhafter deutscher und internationaler Autoren statt, wie zum Beispiel David Chotjewitz, Ulla Hahn oder Anita Lasker-Wallfisch. Politiker traten im zeitweilig eingerichteten PoLitCaf auf. Die Bildende Kunst am Christianeum versammelte die Talente regelmäßig in Leistungskursen der Oberstufe (seit 2009: Profilkursen) und nahm in allen Altersstufen auch über das Schulleben hinaus an Ausstellungen verschiedener Hamburger Institutionen teil. Aufführungen des Darstellenden Spiels gewannen Preise; Michael Maertens, Schauspieler, und Isabella Vértes-Schütter, Leiterin des Hamburger Ernst-Deutsch-Theaters, waren zum Beispiel Schüler des Christianeums.

## Bibliothek

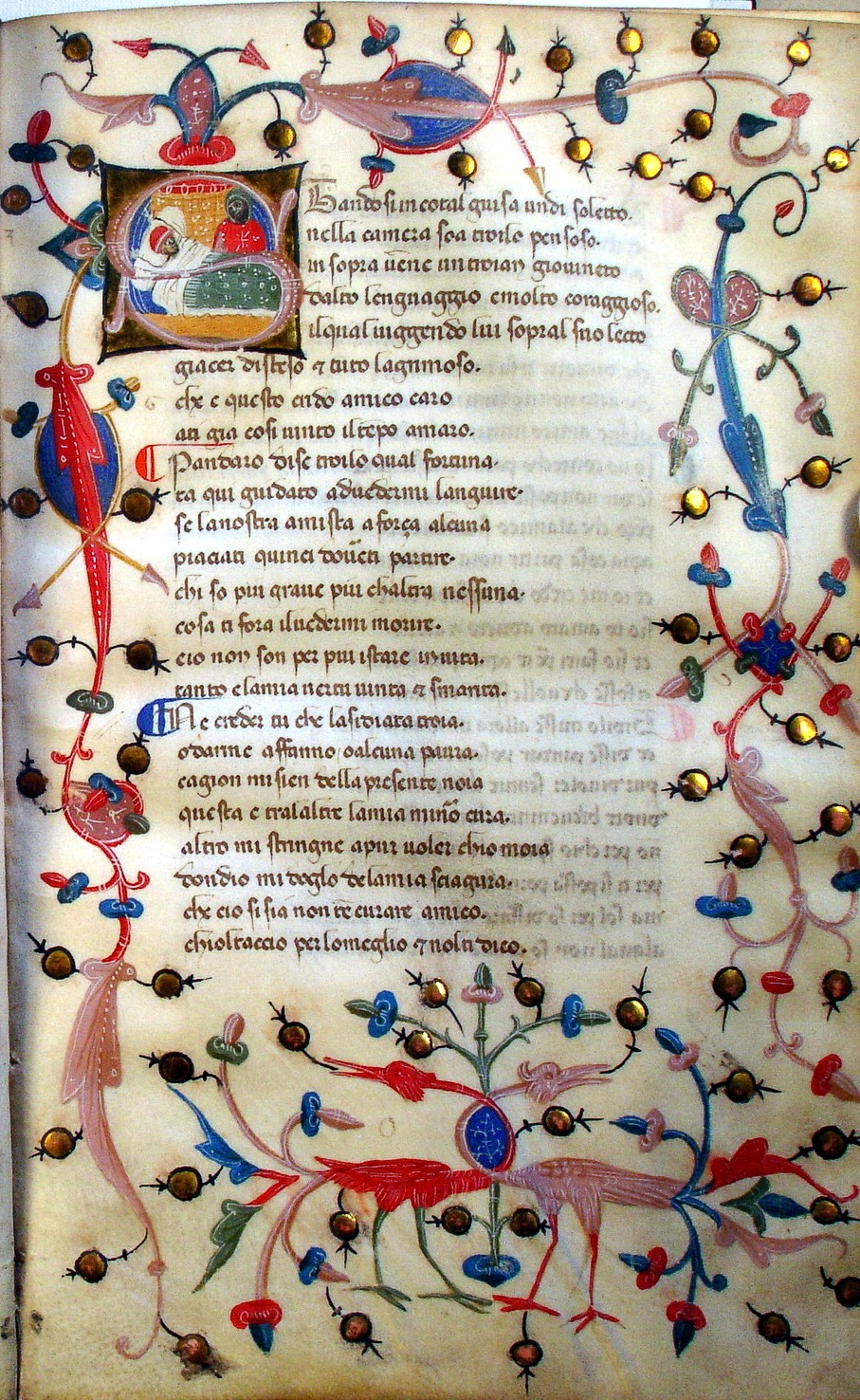
Aus dem Codex Christianei

Durch den Nachlass des Altonaer Theologen Johann Otto Glüsing hatte bereits die Friedrichschule 1727 einen bedeutenden Buchbestand bekommen, der 1738 in den Besitz des neugegründeten Gymnasium Academicum überging. Der erste Bibliothekar des Christianeums, Georg Matern de Cilano, übte sein Amt von 1743 bis zu seinem Tode 1773 aus. Die Aussicht, eine Universität zu werden, bescherte der Anstalt im 18. Jahrhundert noch weitere Buchsammlungen, deren bedeutendste 1768 das Donum Kohlianum darstellte, die exquisite Bibliothek des Hamburger Gelehrten Johann Peter Kohl, die neben wichtigen frühen Drucken auch mittelalterliche Handschriften enthielt, darunter zwei reich illustrierte Codices: den Codex Altonensis, eine illuminierte italienische Handschrift von Dantes Commedia aus dem 14. Jahrhundert, und den Codex Christianei, Boccaccios Il Filostrato; beide Handschriften gelten in der Forschung als wichtige Zeugen für die Historie ihrer Texte. Durch eine von Heinrich Christian Schumacher initiierte Schenkung des dänischen Königs Friedrich VI. kam die Bibliothek auch in den Besitz der seltenen Flora Danica. 1808 erwarb das Christianeum die Inkunabel-Sammlung des Altonaer Pastors Johann Adrian Bolten. Im 19. Jahrhundert wurde die Bibliothek weiterhin durch Zustiftungen und Nachlässe bereichert, ab den 1850er Jahren in systematischer Aufstellung erfasst von Direktor und Bibliothekar M. J. F. Lucht. Seit den 1820er Jahren hält die Bibliothek eine komplette Sammlung an preußischen Schulprogrammen, die teilweise erschlossen ist.
Da die Sammlung im 18. und beginnenden 19. Jahrhundert auch öffentliche Altonaer Stadtbibliothek war, wurde sie durch Legate von Bürgern und Zuwendungen der Stadt in die Lage versetzt, Ankäufe zu tätigen, und verfügte 1817 bereits über 10.000 Bände; um 1891 war der Bestand auf 29.000 Bände angewachsen und wurde 1938 auf gut 30.000 Bände geschätzt. 1945/46 wurden geschätzte 10.000 Bände (zuweilen war auch von 14.000 die Rede) an die zerbombte Hamburger Staats- und Universitätsbibliothek abgegeben. Eine im Zuge der modernen Titelaufnahme nach 1972 erfolgte Zählung gab 1980 gut 20.000 Bände in der historischen Gymnasialbibliothek an. Zwischen 2005 und 2009 wurde in Zusammenarbeit mit der Staats- und Universitätsbibliothek der ehemalige Christianeumsbestand, insbesondere der seiner Inkunabeln und des Donum Kohlianum, rekonstruiert.
Seit dem Umzug 1971 ins heutige Schulgebäude war die Lehrerbibliothek (einschließlich der historischen Sammlung) eine für das Kollegium, aber auch für auswärtige Benutzer zur Verfügung stehende wissenschaftliche Präsenzbibliothek mit einem Bestand von insgesamt ca. 30.000 Bänden. Über die Lehrerbibliothek hinaus besaß das Christianeum noch weitere Buchsammlungen: eine Oberstufenbibliothek, ebenfalls eine Präsenzbibliothek mit Arbeitsplätzen, und eine Schülerbücherei, die vor allem Jugendliteratur, aber auch darüber hinausgehende literarische Werke und Sachliteratur zur kostenlosen Ausleihe für die Schüler bereithielt. Die Naturwissenschaften und die Bildende Kunst verfügten zudem über eigene wissenschaftliche Fachbibliotheken für die Lehrer. Nach dem Bau neuer Bibliotheksräume im Rahmen einer Gebäudesanierung ab 2014 wurden diese Bestände mit der Lehrerbibliothek integriert zu einer neuen Schulbibliothek mit dem Namen Bibliotheca Christianei, die am 16. Januar 2017 eröffnet wurde. Die vorhandene Lehrmittelsammlung mit ihrem Bestand an Lehrbüchern für die Hand der Schüler wird gesondert verwaltet.

## Bekannte Schüler und Lehrer
In der Vergangenheit bekannt gewordene Schüler (nach Geburtsjahr geordnet):
- Ernst Georg Sonnin (1713–1794), Schüler der Friedrichschule, Architekt und Ingenieur
- Jacob Georg Christian Adler (1756–1834), Schüler 1774–1775, Orientalist und Generalsuperintendent
- Johann Jacob Martin Philippi (1761–1850), Gelehrter, Publizist und königlich preußischer Hofrat
- Johann Carl Julius Herzbruch (1779–1866), Schüler 1797–1800, Orientalist und Generalsuperintendent, Nachfolger von Jacob Georg Christian Adler
- Heinrich Wilhelm von Gerstenberg (1737–1823), Schüler 1754–1757, Schriftsteller
- Johann Adrian Bolten (1742–1807), Schüler 1759–1760, Chronist und Theologe
- Salomon Maimon (1753–1800), Schüler 1783–1785, Philosoph und jüdischer Aufklärer
- Heinrich Christian Schumacher (1780–1850), Schüler 1794–1799, Astronom
- Salomon Ludwig Steinheim (1789–1866), Schüler 1804–1807, jüdischer Arzt, Religionsphilosoph und Gelehrter
- Ludolf Wienbarg (1802–1872), Schüler 1820–1822, Schriftsteller des Vormärz
- Matthäus Chemnitz (1815–1870), Schüler 1832–1835, Liederdichter
- Ludwig Walesrode (1810–1889), Schüler 1830–1832, Schriftsteller
- Caspar Kirchhoffer (1812–1885), Schüler 1831–1832, Altonaer Arzt und Autor
- Theodor Mommsen (1817–1903), Schüler 1835–1838, Historiker und Altertumswissenschaftler, Nobelpreisträger (Literatur) 1902
- Tycho Mommsen (1819–1900), Schüler 1835–1838, Klassischer Philologe und Gymnasialdirektor
- Johannes Versmann (1820–1899), Schüler 1831–1839, Hamburger Bürgermeister
- August Mommsen (1821–1913), Schüler 1837–1841, Historiker und Lehrer
- Heinrich Handelmann (1827–1891), Schüler 1841–1847, Historiker
- Friedrich Paulsen (1846–1908), Schüler 1863–1866, Pädagoge und Philosoph
- Gustav Adolf Neuber (1850–1932), Abitur 1870, Mediziner
- Alfred Lichtwark (1852–1914), Abitur 1873, Kunsthistoriker
- Friedrich von Willemoes-Suhm (1853–1920), Porträtmaler
- Robert Koldewey (1855–1925), Abitur 1875, Archäologe
- Peter Behrens (1868–1940), Schüler 1877–1882, Architekt
- Siegfried Heckscher (1870–1929), Abitur 1892, Jurist und Reichstagsabgeordneter
- Hans Piper (1877–1915), Abitur 1895, Mediziner
- Hans Ehrenberg (1883–1958), Schüler 1898–1900, Philosoph und Theologe
- Hans Koopmann (1885–1959), Abitur 1907, Mediziner und Hochschullehrer
- Hermann Weyl (1885–1955), Abitur 1904, Mathematiker
- John Boldt (1895–1931), Abitur 1914, Seeoffizier

Im öffentlichen Leben der jüngeren Vergangenheit und der Gegenwart bekannt wurden (in alphabetischer Reihenfolge):
- Jakob Augstein (* 1967), Journalist und Verleger
- Dietmar Bittrich (* 1958), Schriftsteller
- Hark Bohm (* 1939), Abitur 1959, Schauspieler und Filmemacher
- Helene Bubrowski (* 1981), Abitur 2001, Juristin und Journalistin
- Lars Clausen (1935–2010), Abitur 1955, Soziologe
- Thomas Collien, Abitur 1986, Intendant des St. Pauli Theaters
- Christopher Daase (* 1962), Abitur 1981, Politikwissenschaftler
- Ernst Dammann (1904–2003), Afrikanist und Religionshistoriker
- Wilfried de Decker (1935–2010), Ophthalmologe und Hochschullehrer
- Uwe Deeken (1941–2018), Theatergründer und Theaterintendant
- Alexander Deichsel (* 1935), Abitur 1955, Soziologe
- Klara Deutschmann (* 1989), Abitur 2008, Schauspielerin
- Marthe Lola Deutschmann (* 1991), Abitur 2010, Schauspielerin
- Bernd J. Diebner (1939–2023), Abitur 1957, Theologe, Kirchenhistoriker und Koptologe
- Jörg Dräger (* 1968), Abitur 1987, Politiker und Manager
- Alexander Fest (* 1960), Verleger
- Julia Goll (* 1964), Politikerin
- Carlheinz Hollmann (1930–2004), Fernsehmoderator
- Christiane Iven (* 1965), Abitur 1984, Sängerin
- Jens Johler (* 1944), Schriftsteller
- Michaela Kaune (* 1968), Sopranistin
- Klaus-Peter Kirchrath (1927–2024), Abitur 1947, Fußballtrainer
- Henriette Kuhrt (* 1977), Abitur 1998, Autorin
- Daniel Lommatzsch (* 1977), Abitur 1996, Schauspieler
- Michael Maertens (* 1963), Schauspieler
- Wilhelm Melcher (1940–2005), Abitur 1959, Violinist und Primarius des Melos-Quartetts
- Karl-Ulrich Meyn (* 1939), Abitur 1959, Universitätsrektor
- Dirk Mierau (* 1964), Abitur 1985, Schauspieler
- Otto Ohlsen (1916–2005), Direktor des DRK-Suchdienstes
- Sven Papcke (* 1939), Soziologe
- Bettina Röhl (* 1962), Abitur 1982, Journalistin und Autorin
- Christine Roll (* 1960), Historikerin
- Martin Rothkegel (* 1969), Theologe und Historiker
- Johann Scheerer (* 1982), Musiker und Musikproduzent
- Eberhard Schütt-Wetschky, (1937–2015), Abitur 1956, Politikwissenschaftler
- Armin Steinbach (* 1978), Abitur 1998, Rechtswissenschaftler und Ökonom
- Luisa Taraz (* 1978), Abitur 1998, Schauspielerin
- Christian Thieme (* 1972),  Abitur 1993, Jurist und Politiker, Oberbürgermeister von Zeitz
- Isabella Vértes-Schütter (* 1962), Theaterintendantin

- Eustasius Friedrich Schütze (1688–1758), Geistlicher und Direktor
- Johann Adam Flessa (1694–1775), Direktor 1741–1749, Geistlicher
- Georg Matern de Cilano (1696–1773), Professor der Physik, Medizin und der Altertümer; Bibliothekar
- Philipp Wilhelm Oeding (1697–1781), Maler und Zeichenlehrer
- Johann Christoph Sticht (1705–1772), Theologe und Orientalist
- Georg August Detharding (1717–1786), als Professor für Rechtswissenschaften und Geschichte
- Elias Caspar Reichard (1714–1791), als Professor der Beredsamkeit
- Gottfried Schütze (1719–1784), Rektor; später Direktor an der Gelehrtenschule des Johanneums in Hamburg
- Johann Jakob Dusch (1725–1787), ab 1757; Direktor ab 1766
- Johann Bernhard Basedow (1724–1790),  Theologe, Pädagoge und Schriftsteller
- Martin Ehlers (1732–1800), 1771–1776 als Lehrer und Rektor
- Friedrich Konrad Lange (1738–1791), 1771–1776 als Lehrer und Rektor
- Jürgen Kroymann (1739–1820), Schreib- und Rechenmeister
- Ernst Christian Trapp (1745–1818), 1776–1777 für ein Jahr als Subrektor
- Lebrecht Heinrich Samuel Jehne (1747–1794), Theologe, Subrektor, Konrektor und Rektor
- Johann Christoph Unzer (1747–1809), Professor, Physikus und Dichter
- Jacob Struve (1755–1841), erst Schüler, dann Direktor der Anstalt, Mathematiker
- Masius Johann Feldmann (1762–1823), erst Schüler, dann Professor, Subrektor und Konrektor der Anstalt
- Gottlieb Ernst Klausen (1762–1851), Dichter und Übersetzer, Professor und Rektor
- Carl Friedrich Kroymann (1781–1849), Maler und Lithograf, Zeichenlehrer
- Marx Johannes Friedrich Lucht (1804–1891), Direktor von 1853 bis 1882
- Georg Philipp Ernst Schlee (1834–1905), Oberlehrer, als Reformpädagoge ab 1871 Direktor des Realgymnasiums Altona
- Richard Arnoldt (1845–1910), Altphilologe; Direktor 1894–1909
- Friedrich Bertheau (1851–1919), Historiker und Gymnasiallehrer, absolvierte hier 1875/76 sein Probejahr
- Robert Grosse (1880–1968), Althistoriker und Gymnasiallehrer; Direktor 1932–1933
- Dietmar Schünicke (* 1944), Chorleiter
- Reiner Schmitz (* 1947), StR 1975–1982; OSchR, Staatsrat

## Literatur

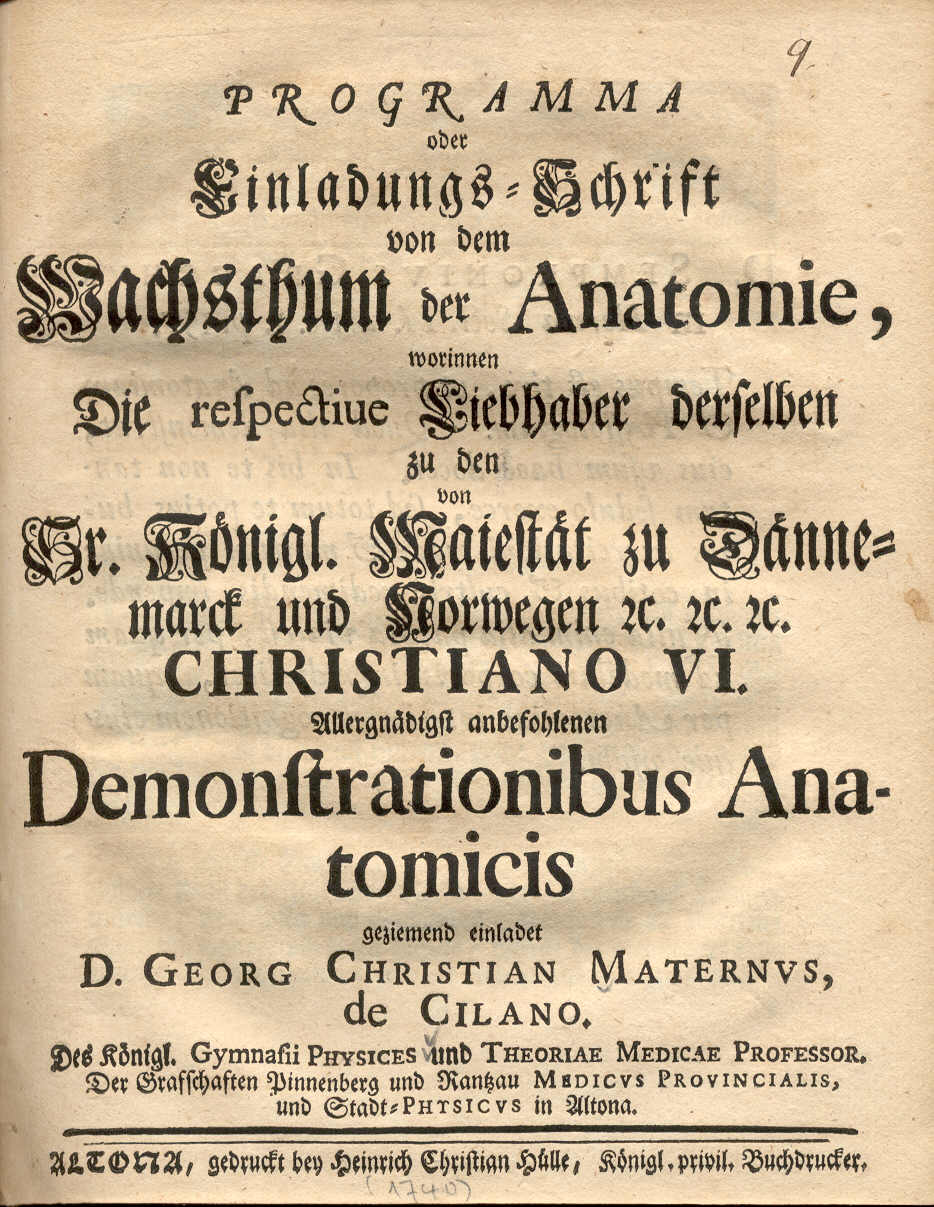
Einladung zu einer Lehrveranstaltung von G. C. Matern de Cilano am Königlichen Gymnasium in Altona; Opuscula Professorum, 1740

Das heutige Logo des Christianeums, hergeleitet aus der Form des Siegels von 1744